# Mikko Heikkinen
Mikko Heikkinen, född 8 september 1949 i Nyslott, är en finländsk arkitekt. 
Heikkinen utexaminerades från Tekniska högskolan i Helsingfors 1975. Han praktiserade hos Kristian Gullichsen 1969–1972, hos Jan Söderlund 1972–1976 och hos Eric Adlercreutz 1977–1986. Han startade 1974 tillsammans med Markku Komonen arkitektbyrån Arkkitehtuuritoimisto Heikkinen-Komonen Oy. De fick internationellt genombrott i arkitekttävlingen för vetenskapscentret Heureka i Vanda (byggt 1988), med ett förslag i dekonstruktivistisk stil. 
Heikkinen och Komonen hör till Finlands internationellt mest uppmärksammade moderna arkitekter. De har utfört omfattande projekt utomlands, bland annat European Film College i Ebeltoft, Danmark (1993), Finlands ambassad i Washington, D.C. (1994) och Max Planck-institutet för cellbiologi och genetik i Dresden (2001) samt även ett i lokalt anpassad stil utfört utbildningscentrum för hönsfarmare i Kahére, Guinea (1999). Bland inhemska projekt kan särskilt nämnas passagerarterminalen vid Rovaniemi flygplats (1992), McDonald's huvudkontor i Helsingfors (1997), det audiovisuella forsknings- och skolningscentret Lume för Konstindustriella högskolan i Helsingfors (1999) samt Stakes kontorsbyggnader och renoveringen av Senatsfastigheters kontorsbyggnad, båda i Sörnäs (2002). 
Heikkinens och Komonens arkitektur representerar en synnerligen avskalad och minimalistisk modernism, med utstuderat enkla, men stilfulla och konstruktiva detaljer. Heikkinen har varit gästföreläsare och lärare vid Virginia Polytechnic Institute and State University i USA (1992), Städelschule i Frankfurt am Main (1995), Kunstakademiets Arkitektskole i Köpenhamn (1998) och Konstindustriella högskolan i Helsingfors (2000) samt även gästprofessor vid Washington University i Saint Louis (2002). Han har därtill verkat som lärare vid Tekniska högskolan (1977–1978, 1987–1989 och 1996) och utnämndes 2003 till konstnärsprofessor i arkitektur för en femårsperiod. År 1999 blev han ordförande för Finnish Foundation for the Visual Arts i USA och samma år även medlem av statens konstkommission. Han tilldelades Pro Finlandia-medaljen 2003.